# Мечеть Гурбангулы-хаджи
Мечеть Гурбангулы-хаджи (туркм. Gurbanhuly-hajy metjidi) — одна из мечетей Мары. Главная соборная мечеть Марыйского велаята. Мечеть насчитывает четыре минарета.

## История
Проект в 2001 году разработали ашхабадские архитекторы Какаджан и Дурли Дурдыевы. Мечеть являлась долгостроем, из-за недостатка средств. В 2007 году, на проходившем в Мары заседании Халк Маслахаты к главе Туркменистана поступила просьба жителей Марыйского велаята о содействии в строительстве храма. Гурбангулы Бердымухамедов сообщил о решении выделить на эти цели один миллион долларов США из благотворительного фонда президента Туркменистана. Мечеть достроила турецкая фирма «Кылыч Иншаат». Открыта весной 2009 года, и названа по пожеланию верующих в честь Президента Туркменистана Гурбангулы Бердымухамедова. На открытии Президент Туркменистана присутствовал лично, в честь открытия мечети был дан ритуальный обед — садака..

## Архитектура
Здание состоит из купольного зала и четырёх минаретов по углам. Высота каждого минарета — 63 метра. Диаметр окружности, проведенной по наружной части здания, тоже 63 метра. Молельный зал рассчитан на одновременное участие в молебне двух с половиной тысяч человек. Верхний ярус предназначен для женщин. Восемь колонн держат купол пролётом 24 метра.
Во внутренней отделке использован мрамор, цветная фаянсовая плитка, лепной гипс, декоративная мозаика и высечка по камню. Рельефная эпиграфика, содержащая суры Корана и традиционные арабские каллиграммы с именем Аллаха занимают особое место в декоре мечети. Они так же украшают беломраморные фасады мечети. Бирюзовые купола облицованы майоликой и увенчаны позолоченными полумесяцами.